# Selaginella lychnuchus
Selaginella lychnuchus är en mosslummerväxtart som beskrevs av Antoine Frédéric Spring och Kl.. Selaginella lychnuchus ingår i släktet mosslumrar, och familjen mosslummerväxter. Inga underarter finns listade i Catalogue of Life.